# Gefitinib
El gefitinib és un medicament emprat en el tractament del càncer. Serveix principalment en casos de tumors és deguts a un excés de l'EGF (factor de creixement epidèrmic). L'excés d’EGF pot causar càncer de mama, pulmó i còlon, ja que causa un creixement descontrolat de les cèl·lules per mitjà de la inhibició de l'apoptosi, una mort cel·lular programada. El Gefitinib actua com a inhibidor del receptor d'EGF (EFGR). El nom comercial és Iressa. Funciona igual com a l'erlotinib, fàrmac emprat també en el tractament de càncer.

Molècula de Gefitinib: : Animació on es pot veure l'estructura tridimensional de la molècula

## Història
Al NSCLC (càncer pulmonar de cèl·lules no petites) s'observa que l'activació de la ruta de l'EGFR (receptor de factors de creixement epidèrmic), que es troba expressat en un gran nombre de casos de NSCLC, dona lloc a una important cascada que promou el creixement i progressió de tumors. Aquesta observació és el desencadenant del desenvolupament dels inhibidors de l'activitat tirosina-cinasa del EGFR (TKIs) com el gefitinib i erlotinib, així com d'anticossos específics contra aquests receptors, com el cetuximab.

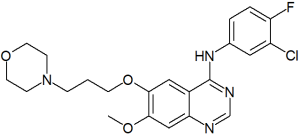
Estructura del gefitinib

El genifitinib va ser descobert el 1994. El 2000 l'estudi IDEAL va confirmar l'eficacia del gefitinib en casos pre-tractats de NSCLC i va ser aprovat per primer cop al Japó el 2002, el 2003 als Estats Units i posteriorment el 2005 a 36 països diferents. Tot i això, el gefitinib no mostrava més eficàcia que el placebo com a primera linea de tractament a excepció de en subgrups on es presentava una clara millora.
Per una altra banda, es va veure que aquests subgrups on el gefitinib era efectiu presentaven mutacions al gen que codifica pel EGFR. S'ha trobat que les dues mutacions més freqüents observades són una eliminació de l'exó 19 i una substitució de la leucina 858 per una arginina a l'exó 21, que suposen aproximadament el 90% de totes les mutacions en aquest gen. Tal com s'ha observat en nombrosos estudis, existeix una important relació entre la presència de mutacions en un pacient i la probabilitat que aquest respongui al tractament amb gefitinib. En la següent taula es mostren els resultats d'una sèrie d'estudis a pacients amb mutacions:
| Primer autor [ref.] | Pacients observats n | Mutacions del EGFR n | Pacients tractats n | Fàrmac    | Taxa de resposta (%) (95% IC) en pacients amb mutació |
| ------------------- | -------------------- | -------------------- | ------------------- | --------- | ----------------------------------------------------- |
| Asahina             | 82                   | 20                   | 16                  | Gefitinib | 75 (48–93)                                            |
| Yoshida             | 66                   | 27                   | 21                  | Gefitinib | 90.5 (69.6–98.8)                                      |
| Sunaga              | 33                   | 21                   | 21                  | Gefitinib | 76 (53–92)                                            |
| Mok                 | 683                  | 261                  | 132                 | Gefitinib | 71.2 (NR)                                             |
| Sequist             | 98                   | 34                   | 31                  | Gefitinib | 55 (33–70)                                            |
| Inoue               | 99                   | 25                   | 16                  | Gefitinib | 75 (54–96)                                            |
| Rosell              | 2105                 | 305                  | 217                 | Erlotinib | 70.6 (NR)                                             |
| Rosell              | NR                   | 123                  | 12                  | Erlotinib | 90 (NR)                                               |
| Tamura              | 118                  | 32                   | 28                  | Gefitinib | 75 (58–93)                                            |
| Sutani              | 109                  | 38                   | 27                  | Gefitinib | 78 (62–94)                                            |
| Mitsudomi           | 337                  | 189                  | 175                 | Gefitinib | 62.1 (NR)                                             |
| Costa               | NA                   | 101                  | 101                 | Gefitinib | 80.8 (80–99)                                          |

Tenint en compte aquests estudis, la taxa de resposta al tractament amb gefitinib en pacients amb mutacions és aproximadament d'un 78%. En canvi, s'ha vist que en pacients sense mutacions la resposta al tractament és d'aproximadament un 10%.
D'aquesta manera, gràcies als estudis fets posteriorment a l'aprovació del gefitinib com a tractament per al NSCLC en pacients pre-tractats s'ha posat de manifest l'alta eficàcia del gefitinib en pacients amb mutacions al EGFR. Això, a més, mostra la importància de fer tests mutacionals a pacients diagnosticats amb NSCLC. Aquest estudi de les mutacions i selecció de pacients apropa el tractament amb gefitinib a la medicina personalitzada.

## Mètode d'acció
El gefitinib és un inhibidor tirosina-cinasa, és a dir, es tracta d'un fàrmac de la nova quimioteràpia dirigida, que és menys agressiva i més selectiva a l'hora de tractar el càncer que altres tipus de quimioteràpics. El mecanisme d'acció consisteix a inhibir la fosforilació dels transmissors a nivell intracel·lular d'alguns receptors del tipus tirosina-cinasa, en especial ataca aquells que tenen a veure amb el factor de creixement epidèrmic (EGFR). El EGFR és un factor de creixement comú a moltes cèl·lules del cos i és un dels factors que indueixen un ràpid creixement cel·lular perquè inhibeixen l'apoptosi. El EGFR a més és un factor que se sobreexpressa en determinats càncers com el càncer de pulmó no mitocrític (NSCLC) localment avançat o metastàtic, i s'empra un cop la teràpia amb platí (oxoplatino) i taxanes (methrotexate) ha resultat infructuosa o en el càncer de mama que sobreexpressa el EGFR.
A més de reduir significativament la proliferació de la neoplàsia, també s'atribueix al gefitinib l'efecte d'inhibir indirectament l'angiogènesi, procés molt important en l'aparició de metàstasi, d'alguns tumors com el de còlon, mama, ovari o el càncer gàstric. Aquest és un fàrmac el qual l'eficàcia del qual està estretament lligada a la concentració de citocrom p 450, de la família d'enzims CYP3A, una alta concentració de CYP3A provoca que el gefitinib tingui un efecte menor amb la mateixa dosi de gefitinib.

## Administració i dosi
El gefitinib s'ingereix oralment. Cosa que suposa una gran comoditat envers altres quimioteràpics clàssics com els agents alquilants. La dosi sol ser una pastilla al dia, però aquest factor depèn de moltes variables com l'estat i la mena de càncer o el metabolisme propi.

## Contraindicacions i precacucions
En primer lloc cal destacar la importància d'informar el metge sobre qualsevol medicament o tractament que el pacient pren, així doncs cal tenir en compte fins i tot els medicaments pels quals no cal recepta i el consum de suplements com per exemple vitamines. També cal tenir en compte que durant el tractament amb gefitinib no es poden administrar vaccins.
Aquest fàrmac no pot ser consumit per persones intolerants a la lactosa o al principi actiu d'aquest. Per altra el gefitinib també està contraindicat per les dones embarassades o en període de lactància, així doncs malgrat que no hi ha cap estudi realitzat en humans, si que s'ha pogut demostrar en assajos amb animals que aquest fàrmac pot donar toxicitat reproductiva.
El gefitinib treballa a un pH molt determinat, conseqüentment els medicaments que augmentin significativament el pH gàstric (ex: inhibidors de la bomba de protons) o els antiàcids causen una disminució de la concentració de gefitinib i, per tant, se'n redueix la eficàcia. Persones que fan un tractament amb un inhibidor del CYP3A4 han de ser especialment curoses per advertir una possible reacció adversa al gefitinib.

## Efectes secundaris
Aquest fàrmac té una àmplia gamma d'efectes secundaris, tot i així els més freqüents (≥10%) són els següents:
- Trastorns en el metabolisme així com anorèxia.
- Trastorns gastrointestinal, com per exemple diarrea, vòmits i nàusees.
- Reaccions cutànies que fan que es ressequi la pell.
- Sequedat ocular i conjuntivitis.

També hi ha altres efectes secundaris, com per exemple trastorns vasculars, sequedat de la boca, alteració de les ungles o un augment en la concentració de creatinina en sang en les analítiques.
Malgrat tot, la majoria dels efectes secundaris del gefitnib són transitoris i reversibles, a més són fàcilment identificables i existeixen diverses opcions per minimitzar-ne el risc. Finalment és important tenir en compte que l'aparició d'efectes secundaris no afecta el correcte funcionament del fàrmac.